# Złotoporek niemiły

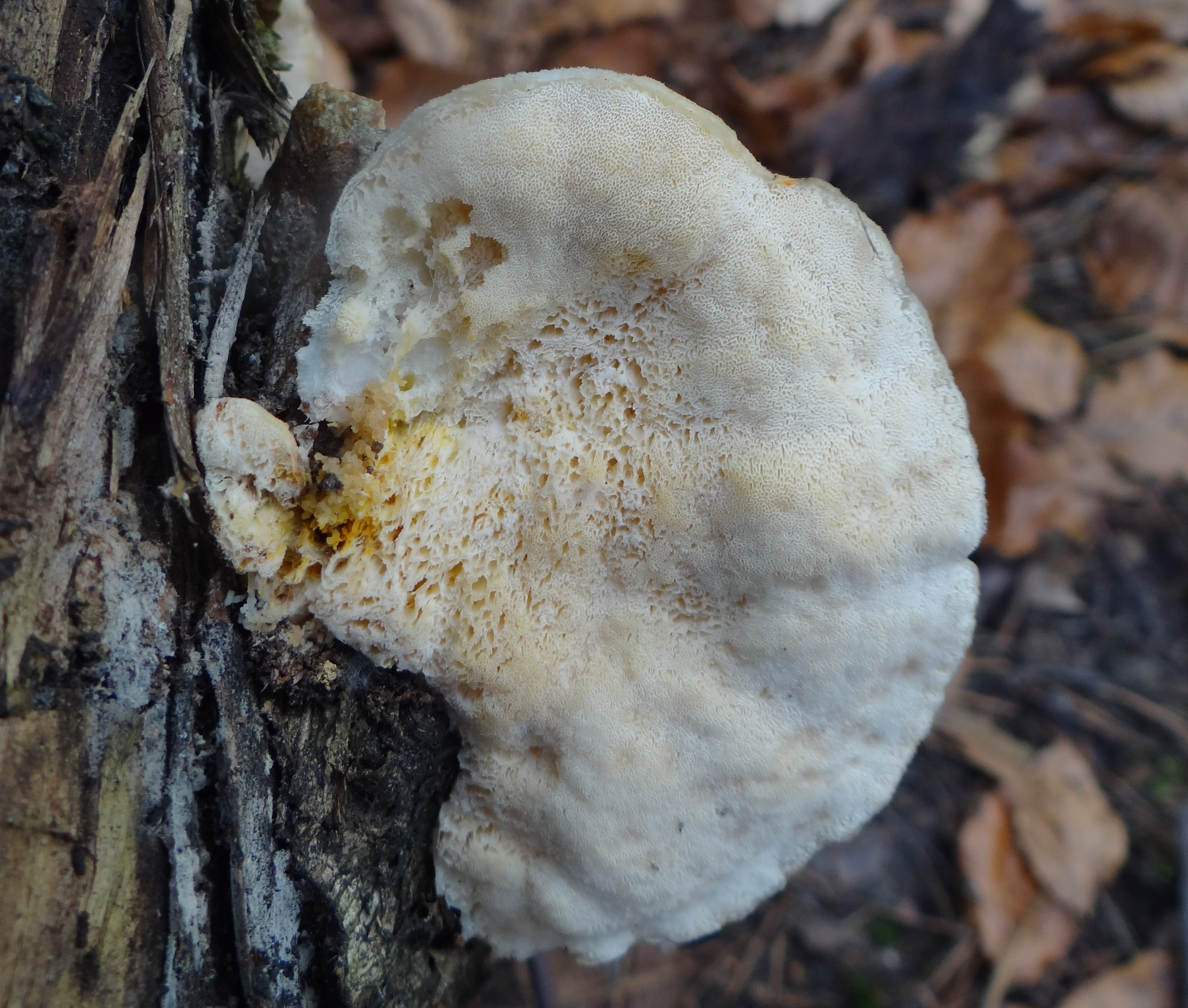
Hymenofor

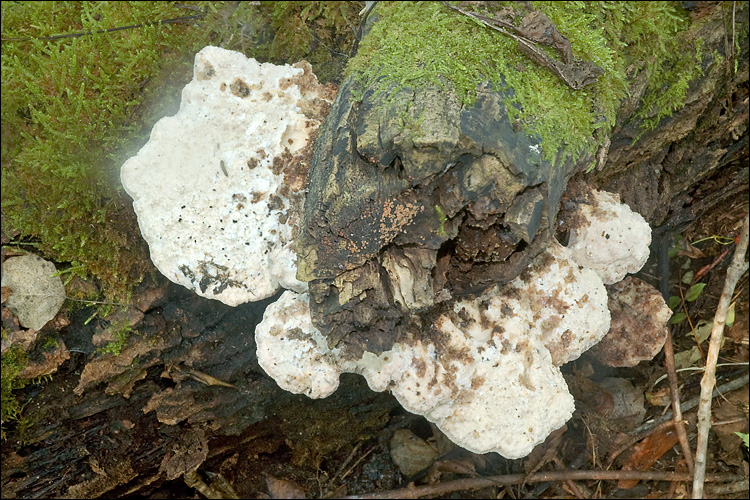

Złotoporek niemiły, białak niemiły, białak czerniejący (Aurantiporus fissilis (Berk. & M.A. Curtis) H. Jahn ex Ryvarden) – gatunek grzybów należący do rodziny strocznikowatych (Meruliaceae).

## Systematyka i nazewnictwo
Pozycja w klasyfikacji według Index Fungorum: Aurantiporus, Meruliaceae, Polyporales, Incertae sedis, Agaricomycetes, Agaricomycotina, Basidiomycota, Fungi.
Po raz pierwszy takson ten zdiagnozowali w 1849 roku Miles Joseph Berkeley i Moses Ashley Curtis nadając mu nazwę Polyporus fissilis. Później zaliczany był do różnych rodzajów w randze gatunku lub podgatunku. Obecną, uznaną przez Index Fungorum nazwę nadali mu w roku 1978 H. Jahn i Ryvarden.
Niektóre synonimy naukowe:

- Aurantiporus fissilis (Berk. & M.A. Curtis) H. Jahn 1973
- Leptoporus albosordescens (Romell) Pilát 1932
- Leptoporus albosordescens subsp. alborubescens Bourdot & Galzin 1925
- Leptoporus albosordescens (Romell) Pilát 1932, subsp. albosordescens
- Leptoporus fissilis (Berk. & M.A. Curtis) Pilát 1938
- Phaeolus albosordescens (Romell) Bourdot & Galzin 1925
- Phaeolus albosordescens (Romell) Bourdot & Galzin 1925, subsp. albosordescens
- Polyporus albosordescens Romell 1912
- Polyporus cavernosus Velen. 1922
- Polyporus fissilis Berk. & M.A. Curtis 1849
- Polyporus fuscomutans Lloyd 1922
- Polyporus pomaceus Velen. 1922
- Spongipellis fissilis (Berk. & M.A. Curtis) Murrill 1907
- Tyromyces fissilis (Berk. & M.A. Curtis) Donk 1933[2].

Polska nazwa białak niemiły pojawiła się po raz pierwszy w pracy Stanisława Domańskiego i in. w 1967 roku. W 2003 r. Władysław Wojewoda zaproponował nazwę białak czerniejący. Po przeniesieniu tego gatunku do rodzaju Aurantiporus obydwie są niespójne z nazwą naukową. Zgodna z nią natomiast jest nazwa złotoporek niemiły podana w pracy B. Gumińskiej i W. Wojewody z 1985 r.

## Morfologia
Owocnik jest jednoroczny, typu huba. Do podłoża przyrasta bokiem.
Kapelusz
Gruby i mięsisty, o kształcie konsolowatym lub rozpostarto-odgiętym, czasami rozpostarty. Owocniki wyrastają pojedynczo lub w grupach, ułożone dachówkowato. Sąsiednie owocniki zrastają się z sobą. Pojedynczy owocnik ma szerokość do 25 cm i grubość do 8 cm. Brzeg tępy, gruby. Powierzchnia nierówna, chropowata, ale bez strefowania, omszona lub krótko owłosiona. Barwa początkowo biała, później kremowa, zazwyczaj z różowym odcieniem. Różowe przebarwienie staje się dobrze widoczne gdy owocnik zaczyna wysychać.
Hymenofor
Rurkowy, w młodych owocnikach białawy, w starszych lekko różowawy lub słomkowożółty. Po wyschnięciu staje się czerniawy. Rurki tworzą jedną warstwę o grubości 1–3 cm. Z rurek świeżych owocników często wydziela się bezbarwny lub żółtawy płyn. Pory rurek kanciaste, w starszych owocnikach nierówne, a nawet labiryntowate. Mają średnicę 0,3–0,8 mm, na jednym mm mieści się ich 2-3.
Miąższ
Jednowarstwowy, soczysty o konsystencji włóknisto-mięsistej. Ma przeważnie grubość 1–4 cm, jest początkowo biały, potem lekko różowawy. Podczas wysychania ulega nasyceniu żywicą, ciemnieje do koloru umbry oraz twardnieje i wygląda jak gdyby nasycony był klejem. Ma nieprzyjemny zapach i cierpki smak.
Cechy mikroskopowe
System strzępkowy monomityczny. Strzępki generatywne ze sprzążkami, o zróżnicowanej grubości ścian – od cienkościennych do grubościennych. Mają szerokość 3,5–6 µm. Są bezbarwne lub zawierają jasnożółtawe kryształki. Podstawki zgrubiałe, 4–sterygmowe, o rozmiarach 15–20 × 4–6 µm. Posiadają sprzążki w podstawie. Zarodniki o kształcie od elipsoidalnego do owalnego, bezbarwne, gładkie, nieamyloidalne. Mają rozmiar 4–5 × 2,5–3 µm. W kontekście występują chlamydospory o średnicy 4–10 µm. Są kuliste, nieco grubościenne i nieamyloidalne.

## Występowanie i siedlisko
Złotoporek niemiły występuje tylko na półkuli północnej. Jego stanowiska zanotowano w Ameryce Północnej, Europie i Azji. W piśmiennictwie naukowym na terenie Polski opisano wiele jego stanowisk. W Polsce gatunek rzadki. Znajduje się na Czerwonej liście roślin i grzybów Polski. Ma status R – potencjalnie zagrożony z powodu ograniczonego zasięgu geograficznego i małych obszarów siedliskowych. Znajduje się na listach gatunków zagrożonych także w Niemczech, Danii, Holandii, Norwegii, Szwecji i Finlandii.
Rośnie na drzewach liściastych w ogrodach, parkach, przy drogach, rzadziej w lasach. Owocniki wytwarza od lipca do listopada. Często występuje w dziuplach. Obserwowano go na kasztanowcach, jesionach, jabłoniach, gruszach, olszach, leszczynie, wiązach, dębach, bukach, brzozach, lipach, wierzbach, topolach, jarzębinie, oliwkach. Bardzo rzadko spotykano go na drzewach iglastych – na sosnach i świerkach.

## Znaczenie
Saprotrof i pasożyt drzew. Rozwija się zarówno na martwych, jak i na żywych drzewach. Powoduje białą zgniliznę drewna. Ochrona drzew polega na profilaktyce – zabezpieczaniu ran środkami grzybobójczymi. Grzyb niejadalny.

## Gatunki podobne
Jest kilka podobnych hub o białawym i mięsistym owocniku. Najbardziej podobny jest gąbczak piankowy (Sarcodontia spumea). Najłatwiej odróżnić go po tym, że ma owocnik dwuwarstwowy; górna część jest soczysta, dolna łykowata. Drobnoporek mleczny (Postia tephroleuca) i drobnoporek gorzki (Postia stiptica) są całkowicie mięsiste, mają ostre brzegi i wydzielają krople cieczy. Pospolity wrośniak anyżkowy rośnie głównie na wierzbach, ma większe pory i charakterystyczny zapach.